# Penisa rubrifuscaria
Penisa rubrifuscaria är en fjärilsart som beskrevs av George Francis Hampson 1904. Penisa rubrifuscaria ingår i släktet Penisa och familjen nattflyn. Inga underarter finns listade i Catalogue of Life.